# Le Larderet
Le Larderet là một xã trong vùng hành chính Franche-Comté, thuộc tỉnh Jura, quận Lons-le-Saunier, tổng Champagnole. Tọa độ địa lý của xã là 46° 48' vĩ độ bắc, 05° 56' kinh độ đông. Le Larderet nằm trên độ cao trung bình là 650 mét trên mực nước biển, có điểm thấp nhất là 590 mét và điểm cao nhất là 796 mét. Xã có diện tích 6.31 km², dân số vào thời điểm 2005 là 72 người; mật độ dân số là 11 người/km².

## Thông tin nhân khẩu
| 1962 | 1968 | 1975 | 1982 | 1990 | 1999 |
| ---- | ---- | ---- | ---- | ---- | ---- |
| 58   | 60   | 52   | 48   | 63   | 72   |

## Địa điểm tham quan
Nhà thờ của Le Larderet được xây trong thế kỉ thứ 19.